# 特睦格圖

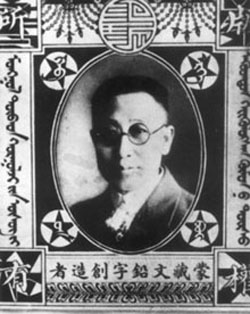
特睦格圖

特睦格圖（1887年—1939年5月2日），汉名汪睿昌，字印侯，蒙古族，卓索图盟喀喇沁右翼旗王府大西沟（今内蒙古自治区赤峰市喀喇沁旗王爷府镇）人。中国蒙古文、满文、藏文铅字的创造者，出版家、翻译家。

## 生平

### 从日本到北京
1887年农历腊月七日，特睦格图生于一个平民家庭。因自幼聪明，受到喀喇沁右旗亲王、蒙藏事務局（1914年改为蒙藏院）首任总裁贡桑诺尔布赏识，被其收为义子，并荐至贡桑诺尔布在本旗创建的首所学堂崇正学堂学习。1903年，因学习成绩优秀，被遣赴北京东总布胡同东省铁路俄文学堂学习俄语。
1903年，贡桑诺尔布自费到日本考察政治及教育新法。在他回国后，贡桑诺尔布在1906年冬自本旗选送学生前往日本留学，特睦格图入选，被派往日本学习军事，进入东京振武学堂陆军士官科念书。毕业之后，经贡桑诺尔布同意，特睦格图又转入东京慈慧医科学校继续读书。特睦格图在日本共留学6年后归国，成为近代内蒙古首批留学日本的学生之一（首批学生共8人，其中女生金淑贞于1910年同特睦格图结婚）。
回国后，1912年至1913年，特睦格图在内蒙古喀喇沁右旗王府、赤峰行医。1914年，贡桑诺尔布在北京任蒙藏院总裁时，任命特睦格图为荐任翻译官、首席翻译官兼庶务科长，典礼司员兼蒙藏学校教授，曾多次陪同贡桑诺尔布参加蒙藏会议及外事活动。1919年五四运动爆发时，特睦格图同情并支持北京蒙藏学校的学生参加运动。
在北京，特睦格图专心研究蒙古族语言、文学和历史，并持续从事蒙古文、中文、藏文以及满文古代经典的翻译及整理工作。睦格图利用职务之便，在北京结识了很多蒙古族及其他民族的社会名人及学者。当时，特睦格图已熟练掌握了蒙古文、中文、藏文和满文，并且还通晓日文和俄文。

### 创制铅字
特睦格图从事翻译工作时，感到蒙古文图书出版困难。当时蒙古文印刷术仅限于少量木刻印、石印，而铅印尚未出现。国内外许多人都曾试图创制蒙古文铅字印刷，但都未能获得成功。例如：清朝宣统年间，“蒙人扎拉丰阿君，纠合同志在北京设蒙藏编辑局，铸创蒙文铅字，翻印书籍。旋以事阻，未果，此有志未成也。”1913年，汉人黄序东（又名黄成垿，通晓蒙古语言文字）“铸成蒙文铅字……适库伦都护使征求边才，黄君为罗致而去，印刷事业亦未果。”1913年，俄国人曾在哈埠出版蒙古文铅印杂志，1920年日本人在中国东北出版过蒙古文铅印日报，但均对中国采取技术保密。其中，俄国人在哈埠制成的蒙古文铅字，工料粗糙，字型难辨，故制而少用。特睦格图乃决定创制中国的蒙古文铅字。
起初，自日本归国后，特睦格图在自己位于北京的私宅设立“漠南景新社”。这是一家家庭照相馆，专门为旅居北京的蒙古人、藏人服务。后来，特睦格图准备以“漠南景新社”的名义，石印蒙古文、中文合璧的教科书出售，以筹款创制蒙古文铅字。
1915年后，特睦格图首先将蒙古文、满文上、中、下三体400多字（蒙文324字，外加满文等特需字头）书写为正楷字，随后分类排队，选择美观大方的字形，精雕细刻。第一次，他用牛角刻出85个字形，“用解剖之方，成聚珍之板，以一字之剖用，能作数字之运用。”但是，在用于印刷时，上下深浅不一致，粗细不均匀，故未能成功。第二次，他改以日本黄杨木为原料，手刻数百个蒙古文字头。但因中国北京、天津地区无法承制木刻活字版，如采用木刻字模，必须赴日本，没有任何外来经济援助的特睦格图无钱出国，故此次试验又失败。
因缺乏资金，特睦格图创制蒙古文铅字的工作被迫暂停。1919年，在贡桑诺尔布的支持下，特睦格图多次赴天津，向日本人学习雕刻技术，初步制成了蒙古文铅字，制作了铜模，铸出了字。此时的蒙古文铅字在拼制时，上下衔接仍有不能配合之处，特睦格图对此又反复试用并改进。1922年冬，特睦格图终于成功发明蒙古文铅字印刷术，这是中国首次取得蒙古文铅字印刷术的成功。
创制成功后，特睦格图游说蒙古族社会名流，筹集到少量资金，贡桑诺尔布、恩和布林（汉名吴恩和）、金永昌、张文、杨时芳、刘丕元等人入股，共集股大约5000元。1922年，特睦格图等人写出“蒙文铅字说明书”，呈请立案。1923年，中华民国政府农商部发奖表彰，不征捐税，颁发30年专利证书。同时，特睦格图创制的满文铅字也和蒙古文铅字同时诞生，这是中国满文铅印的开端。
1923年春，特睦格图在北京创设蒙文书社，自任总经理，集合了伊德钦、金永昌、恩和布林等在北京的蒙古族知识分子，决心为蒙古民族进行启蒙。同时，创办了蒙文书社蒙文印刷厂，起初设在北京鼓楼大街张旺胡同12号，后迁至北京北池子57号公产房院内，印刷的首部蒙古文图书是《西汉演义》，共印8次，每次印数500套，共计4000本，由此开创了蒙古文的铅印时代。
特睦格图创制蒙古文铅字后，有不少西欧人士来蒙文书社学习，因特睦格图相赠，使中国的蒙古文铅字技术流传至西欧。1924年，蒙古人民共和国派人来蒙文书社学习，并聘请蒙文书社技工汪振锌到蒙古人民共和国开办蒙文印刷厂。
特睦格图创制蒙古文铅字以后，中国开办的各家蒙文印刷厂，大多是在北京蒙文书社的技术传播之下开办的。如1923年，郭道甫派两位蒙古人至蒙文书社学习后，于1924年创办东蒙书局，设在沈阳。1925年，上海商务印书馆聘请蒙文书社技工师乡亭到上海，开始在商务印书馆印刷蒙文书刊。1926年，内蒙古西部创办察盟商都蒙文印刷厂，是在蒙文书社培养技术人才，后回商都开办。
1925年，特睦格图受段祺瑞临时政府委托，又创制了藏文铅字，在蒙文书社内铅印藏文经典。九世班禅到北京后，特睦格图在北京中南海瀛台兼任班禅照料处处长，又兼任班禅印经处处长。
1922年至1929年末，蒙文书社印书较多。仅经特睦格图翻译、编辑之后印刷出版的书籍便有诸如《元朝历代帝后像》、《成吉思汗史》、《成吉思汗箴言》、《辽史纪事本末》、《金史纪事本末》、《元史》、《三国演义》、《西汉演义》、《聊斋志异》、《进士缘》、《公文呈式》、《蒙汉合壁四书》、《蒙文分类辞典》、《蒙文教科书》、《内外蒙古地图》、《内外蒙古各盟旗系统一览表》、《蒙、日语会话》等等，此外还出版了多种蒙古文、藏文字典、藏经，并且译完了《红楼梦》，但因缺少资金而未能刊印。

### 从南京到王爷庙
1930年2月，特睦格图任南京国民政府教育部蒙藏教育司常任编审兼科长，1930年12月专任科长，任至1934年11月辞职。特睦格图是中国规模最大的教育年鉴《第一次教育年鉴》的编审委员之一，并且撰写了其中有关蒙藏教育的部分。
1930年秋，因南京国民政府教育部、蒙藏委员会、蒙古各盟旗驻京办事处，均急需蒙古文、藏文铅印，遂由吴鹤龄（蒙藏委员会蒙事处长）联络，由上述三家机关出资600元，将蒙文书社自北平迁至南京外沙帽巷22号。自此，蒙文书社停止印刷个人著作，专门承印上述三家机关的蒙古文、藏文、汉文书报、公牍等等，这时是蒙文书社的黄金时代，收入颇丰，特睦格图等人获得巨额资金，并购置了许多先进印刷设备。
1932年1月，日本军舰炮击南京，蒙文书社被迫关闭，只印刷国民政府教育部的少量蒙古文材料。蒙文书社的全部设备由蒙文书社技术工人玛希巴雅尔保存下来。
1934年5月，特睦格图应邀赴满洲国，在钱家店（今哲里木盟通辽）、王爷庙（今乌兰浩特）兴安军官学校任蒙古文教授。南京蒙文书社因此最终结束。
1936年，特睦格图准备在兴安军官学校印刷蒙古文讲义，便自北平、南京将蒙文铜模、铸字机、排字架、印刷机等等运至王爷庙，筹备将近一年，但因资金不足而未果。后来，恩和布林来到王爷庙同特睦格图接洽，将这些印刷设备交给原蒙文书社的技术工人玛希巴雅尔，运给蒙古军政府使用，1937年4月间运至归绥（今呼和浩特），随后为蒙古联盟自治政府的《蒙疆日报》开印《蒙古周报》。1939年9月，这套设备又被运到蒙疆聯合自治政府首府张家口的蒙疆新闻社，继续印刷《蒙古周报》，直到八路军占领张家口。特睦格图的该批成套印刷设备，遂成为如今内蒙古蒙文印刷设备的前身，继续为中共领导下的内蒙古服务。
1939年5月2日，特睦格图在王爷庙病逝。

## 著作
特睦格图先后主编、翻译、出版了蒙古文、汉文、满文、藏文图书数十种，印刷数量超过10万册。 

## 纪念
- 特睦格图印刷馆：2009年9月30日，特睦格图印刷馆在喀喇沁旗王府博物馆开馆，作为该博物馆的展览馆之一。 这是中国首座专门纪念特睦格图的展馆。[3]
- 特睦格图印刷奖：1994年，内蒙古自治区印刷技术协会创办的内蒙古自治区印刷界最高奖，以特睦格图的名字命名。[4]